# Kerbang Dalam
Kerbang Dalam is een bestuurslaag in het regentschap Lampung Barat van de provincie Lampung, Indonesië. Kerbang Dalam telt 507 inwoners (volkstelling 2010).